# Réservoir aux Outardes 2
Réservoir aux Outardes 2 är en sjö i Kanada.   Den ligger i provinsen Québec, i den östra delen av landet, 700 km nordost om huvudstaden Ottawa. Réservoir aux Outardes 2 ligger 83 meter över havet. Arean är 9,2 kvadratkilometer. Den sträcker sig 6,2 kilometer i nord-sydlig riktning, och 6,2 kilometer i öst-västlig riktning.
I omgivningarna runt Réservoir aux Outardes 2 växer i huvudsak blandskog. Runt Réservoir aux Outardes 2 är det glesbefolkat, med 16 invånare per kvadratkilometer.